# François Arthur Marcotte
Pour l’article homonyme, voir Marcotte.
Ne doit pas être confondu avec Joseph Arthur Marcotte.
François Arthur Marcotte (25 septembre 1866 - 16 janvier 1931) est un médecin et homme politique fédéral et municipal du Québec.

## Biographie
Né à Sainte-Anne-de-la-Pérade dans le Bas-Canada, il étudie au Séminaire de Québec et à l'Université Laval. Devenu médecin, il pratique dans sa ville natale où il sert également comme maire. Il est également préfet du comté de Champlain.
Élu député du Parti conservateur dans la circonscription fédérale de Champlain en 1896, il doit être réélu lors de l'élection partielle de 1897 déclenchée après l'annulation de l'élection précédente. Il est défait en 1900 et en 1904 par le libéral Jeffrey Alexandre Rousseau.